# Sadao Tajima
Pour les articles homonymes, voir Tajima.
Sadao Tajima (田島 定雄, Tajima Sadao) est un karatéka japonais surtout connu pour avoir remporté en kumite individuel masculin moins de 75 kilos le titre de champion du monde aux championnats du monde de karaté 1980 organisés à Madrid, en Espagne.

## Résultats
| Résultat      | Date | Épreuve                      | Catégorie | Compétition                | Ville hôte         |
| ------------- | ---- | ---------------------------- | --------- | -------------------------- | ------------------ |
| Médaille d'or | 1980 | Kumite individuel - 75 kilos | Seniors   | Championnats du monde 1980 | Madrid, en Espagne |